# Saint-Sauveur-de-Pierrepont
Pour les articles homonymes, voir Saint-Sauveur.
Saint-Sauveur-de-Pierrepont est une commune française, située dans le département de la Manche en région Normandie, peuplée de 122 habitants.

## Géographie

### Localisation
La commune est située au sud-ouest de la péninsule du Cotentin. Son bourg est à 7 km au nord-ouest de La Haye-du-Puits, à 9 km à l'est de Portbail et à 9 km au sud-ouest de Saint-Sauveur-le-Vicomte.
Les communes limitrophes sont Canville-la-Rocque, Catteville, Doville, Neuville-en-Beaumont, Saint-Nicolas-de-Pierrepont, Port-Bail-sur-Mer et La Haye.

### Hydrographie
La commune est située dans le bassin Seine-Normandie. Elle est drainée par le Fil de Gorges, un bras du Gorget, le cours d'eau 10 du Gorget, le bras 01 des Marais du Contentin et du Bessin, des bras du Gorget, le cours d'eau 07 du Gorget et divers autres petits cours d'eau,.
Le Fil de Gorges, d'une longueur de 18 km, prend sa source dans la commune de Saint-Sauveur-le-Vicomte et se jette dans la Douve à Rauville-la-Place, après avoir traversé huit communes.

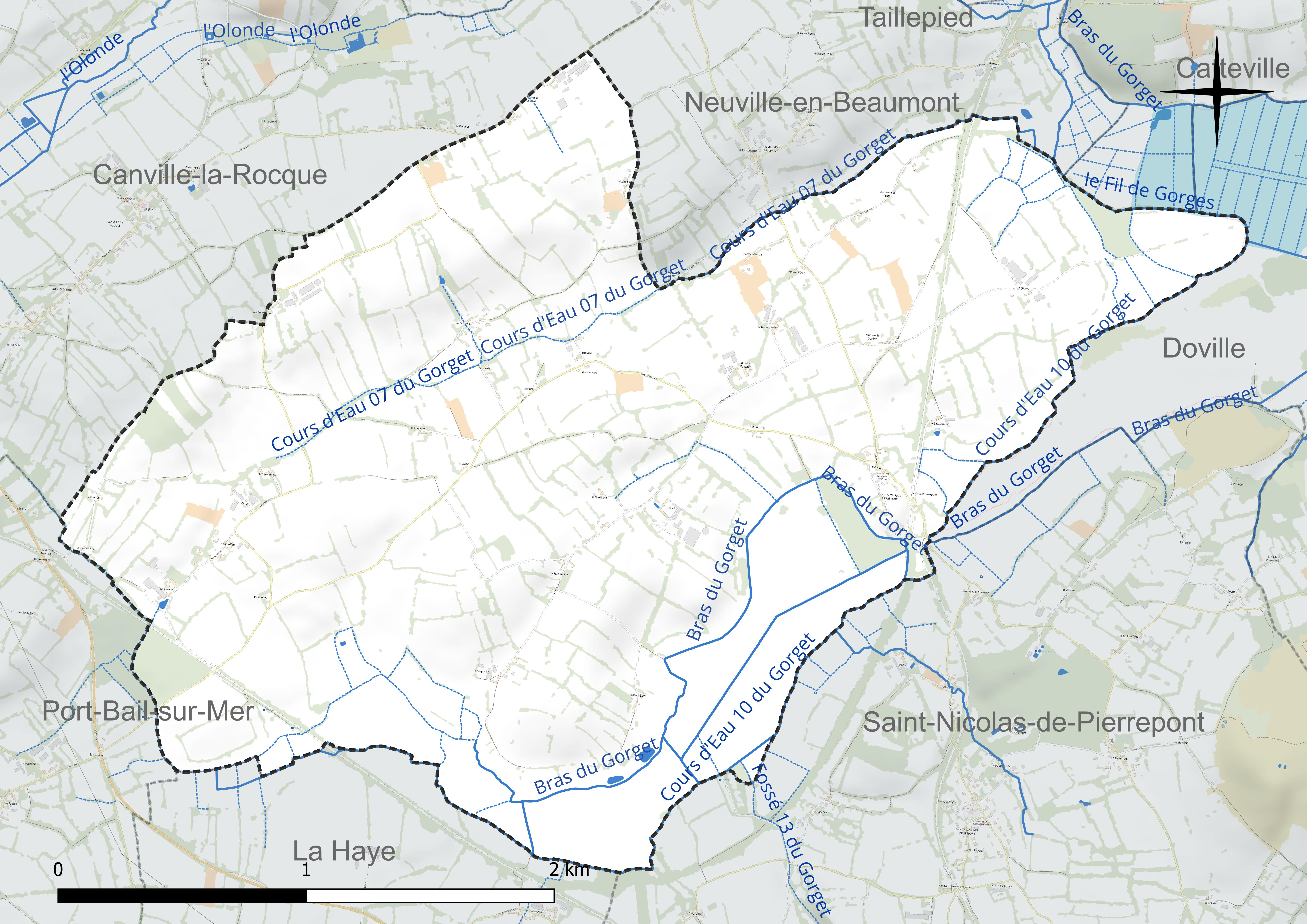
Réseau hydrographique de Saint-Sauveur-de-Pierrepont.

### Climat
Pour des articles plus généraux, voir Climat de la Normandie et Climat de la Manche.
En 2010, le climat de la commune est de type climat océanique franc, selon une étude du CNRS s'appuyant sur une série de données couvrant la période 1971-2000. En 2020, Météo-France publie une typologie des climats de la France métropolitaine dans laquelle la commune est exposée à un climat océanique et est dans la région climatique  Normandie (Cotentin, Orne), caractérisée par une pluviométrie relativement élevée (850 mm/a) et un été frais (15,5 °C) et venté. Parallèlement le GIEC normand, un groupe régional d’experts sur le climat, différencie quant à lui, dans une étude de 2020, trois grands types de climats pour la région Normandie, nuancés à une échelle plus fine par les facteurs géographiques locaux. La commune est, selon ce zonage, exposée à un « climat maritime », correspondant au Cotentin et à l'ouest du département de la Manche, frais, humide et pluvieux, où les contrastes pluviométrique et thermique sont parfois très prononcés en quelques kilomètres quand le relief est marqué.
Pour la période 1971-2000, la température annuelle moyenne est de 11,2 °C, avec une amplitude thermique annuelle de 11 °C. Le cumul annuel moyen de précipitations est de 862 mm, avec 13,6 jours de précipitations en janvier et 7,4 jours en juillet. Pour la période 1991-2020, la température moyenne annuelle observée sur la station météorologique la plus proche, située sur la commune de Gouville-sur-Mer à 27 km à vol d'oiseau, est de 12,2 °C et le cumul annuel moyen de précipitations est de 844,8 mm,. Pour l'avenir, les paramètres climatiques de la commune estimés pour 2050 selon différents scénarios d’émission de gaz à effet de serre sont consultables sur un site dédié publié par Météo-France en novembre 2022.

## Urbanisme

### Typologie
Au 1er janvier 2024, Saint-Sauveur-de-Pierrepont est catégorisée commune rurale à habitat très dispersé, selon la nouvelle grille communale de densité à sept niveaux définie par l'Insee en 2022.
Elle est située hors unité urbaine et hors attraction des villes,.

### Occupation des sols
L'occupation des sols de la commune, telle qu'elle ressort de la base de données européenne d’occupation biophysique des sols Corine Land Cover (CLC), est marquée par l'importance des territoires agricoles (98,9 % en 2018), une proportion identique à celle de 1990 (98,9 %).
La répartition détaillée en 2018 est la suivante : prairies (62,8 %), terres arables (33,6 %), zones agricoles hétérogènes (2,5 %), zones humides intérieures (1,1 %).

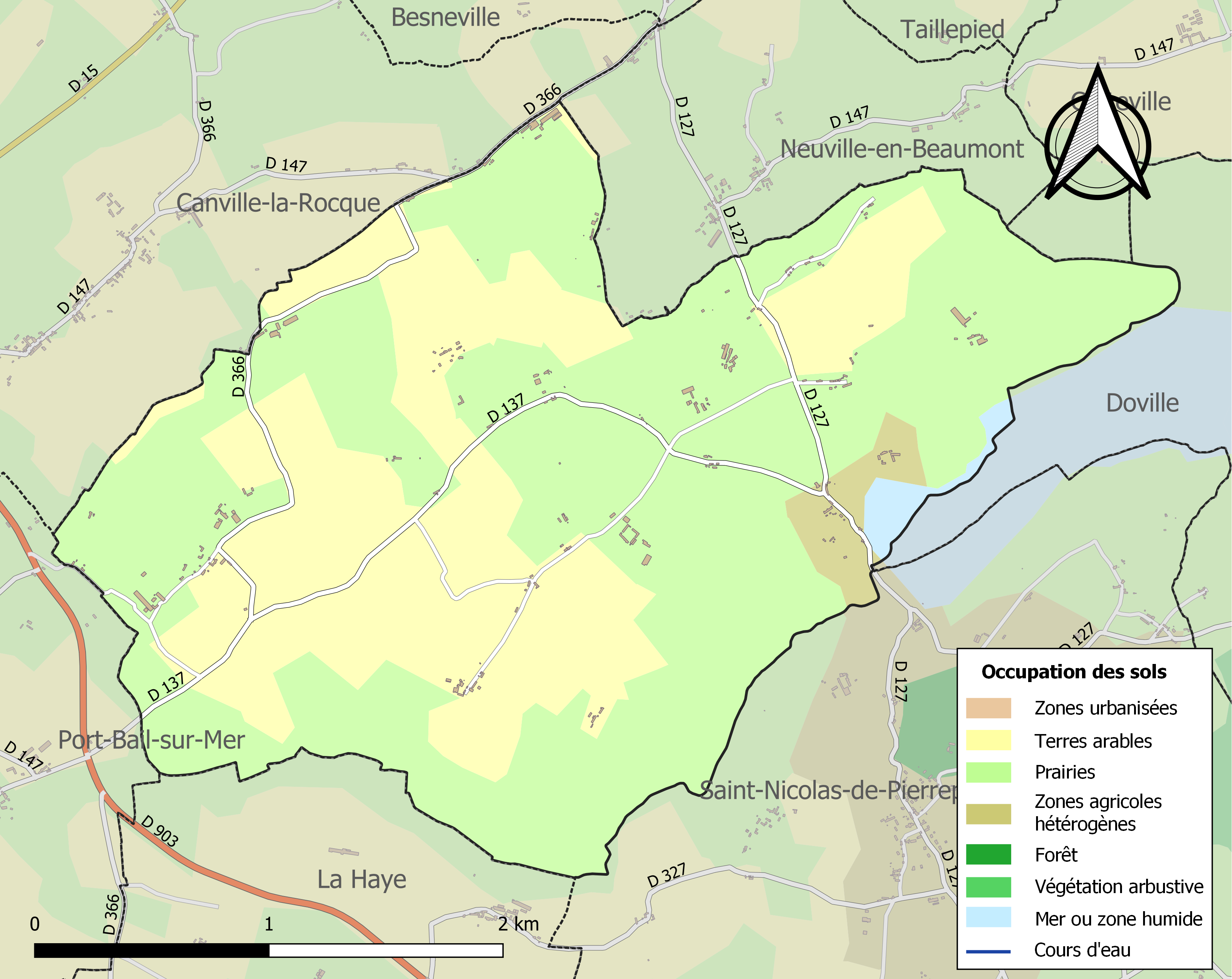
Carte des infrastructures et de l'occupation des sols de la commune en 2018 (CLC).

L'évolution de l’occupation des sols de la commune et de ses infrastructures peut être observée sur les différentes représentations cartographiques du territoire : la carte de Cassini (XVIIIe siècle), la carte d'état-major (1820-1866) et les cartes ou photos aériennes de l'IGN pour la période actuelle (1950 à aujourd'hui).

## Toponymie
Le nom de la localité est attesté sous les formes Sanctus Salvador de Perrepont en 1153, Sanctus Salvados de Petro ou Petra Ponte sans date.
L'hagiotoponyme Saint-Sauveur désigne le Christ. Pierrepont serait dû à la présence d'un pont de pierre, sur une voie romaine.

## Histoire

### Antiquité et Moyen Âge
Sur le territoire de la commune, de nombreux objets d'origine romaine et mérovingienne furent découverts.
L'abbaye de la Fontenelle y possédait un domaine servant de retraite aux moines. Saint Gervold, abbé de la Fontenelle, fut l'un des missi dominici du Cotentin, nommé par Charlemagne et enterré à Pierrepont en 806.
Au XIIe siècle, la paroisse relevait de l'honneur de Saint-Sauveur-le-Vicomte.

### Temps modernes
En 1567, Étienne Feuardent, sieur de Saint-Plançois, est taxé pour ce fief de 40 solz, dans le rôle des nobles et roturiers, au titre du ban et de l'arrière ban de la vicomté de Coutances, réalisé par Gilles Dancel, seigneur d'Audouville, lieutenant général du bailli de Cotentin, tenu à Coutances les 20-22 octobre. Le fief de Saint-Plançois à Saint-Sauveur-de-Pierrepont, huitième de fief de haubert, était tenu du roi sous la vicomté de Valognes.

### Époque contemporaine

#### Combat du18 juin 1940
En position favorable, mais dans un inégal rapport de force de 1 contre 10, une trentaine de marins et 80 soldats français, commandés par l'ingénieur du génie maritime Ramas, barrent la route face aux blindés de Rommel. Après une tentative de pourparlers, un combat acharné s'engage. Au bout d'une trentaine de minutes, Henri Ramas est tué ainsi que deux de ses hommes. Cette résistance permet de retarder l'avance des Allemands de plus d'une dizaine d'heures, ce qui permet aux forces britanniques de rembarquer et d'effectuer le sabotage du matériel qui aurait pu servir à l'ennemi. Les blindés allemands seront encore arrêtés à 5 km de Cherbourg au pont de Martinvast.

#### Fusions de communes
Le 1er janvier 1973, Baudreville, Bolleville, Saint-Nicolas-de-Pierrepont et Saint-Sauveur-de-Pierrepont fusionnent tout en conservant un statut de communes associées, la commune ainsi créée prenant le nom de Pierrepont-en-Cotentin. Le 1er janvier 1983, imitant Baudreville qui s'était retirée en 1980, Bolleville, Saint-Nicolas-de-Pierrepont et Saint-Sauveur-de-Pierrepont se séparent, mettant fin à l'existence de la commune de Pierrepont-en-Cotentin.

## Politique et administration
| Période                                  | Période   | Identité          | Étiquette | Qualité                                             |
| ---------------------------------------- | --------- | ----------------- | --------- | --------------------------------------------------- |
| 1943                                     | 1945      | Louis Lerossignol |           |                                                     |
| 1945                                     | 1947      | Louis Vignon      |           |                                                     |
| 1947                                     | 1972      | Roger Angot       |           |                                                     |
| 1972                                     | 1982      | Roger Angot       |           | Maire de Pierrepont-en-Cotentin (commune fusionnée) |
| 1982                                     | 1995      | Roger Angot       |           |                                                     |
| juin 1995                                | mars 2014 | Pierre Hardy      | SE        | Agriculteur                                         |
| mars 2014                                | En cours  | Jocelyne Vignon   | SE        | Secrétaire                                          |
| Les données manquantes sont à compléter. |           |                   |           |                                                     |

Le conseil municipal est composé de onze membres dont le maire et deux adjoints.

## Population et société
Les habitants de la commune sont appelés les Pierrepontais.

### Démographie
L'évolution du nombre d'habitants est connue à travers les recensements de la population effectués dans la commune depuis 1793. Pour les communes de moins de 10 000 habitants, une enquête de recensement portant sur toute la population est réalisée tous les cinq ans, les populations de référence des années intermédiaires étant quant à elles estimées par interpolation ou extrapolation. Pour la commune, le premier recensement exhaustif entrant dans le cadre du nouveau dispositif a été réalisé en 2008.
En 2022, la commune comptait 122 habitants, en évolution de −8,27 % par rapport à 2016 (Manche : −0,31 %, France hors Mayotte : +2,11 %).
| 1793 | 1800 | 1806 | 1821 | 1831 | 1836 | 1841 | 1846 | 1851 |
| ---- | ---- | ---- | ---- | ---- | ---- | ---- | ---- | ---- |
| 516  | 545  | 585  | 575  | 587  | 593  | 591  | 590  | 555  |

| 1856 | 1861 | 1866 | 1872 | 1876 | 1881 | 1886 | 1891 | 1896 |
| ---- | ---- | ---- | ---- | ---- | ---- | ---- | ---- | ---- |
| 542  | 524  | 488  | 441  | 426  | 393  | 401  | 407  | 384  |

| 1901 | 1906 | 1911 | 1921 | 1926 | 1931 | 1936 | 1946 | 1954 |
| ---- | ---- | ---- | ---- | ---- | ---- | ---- | ---- | ---- |
| 365  | 301  | 274  | 252  | 254  | 277  | 282  | 240  | 237  |

| 1962 | 1968 | 1990 | 1999 | 2006 | 2008 | 2013 | 2018 | 2022 |
| ---- | ---- | ---- | ---- | ---- | ---- | ---- | ---- | ---- |
| 210  | 186  | 121  | 143  | 134  | 132  | 134  | 123  | 122  |

## Culture locale et patrimoine
La commune est un village fleuri (deux fleurs) au concours des villes et villages fleuris.

### Lieux et monuments

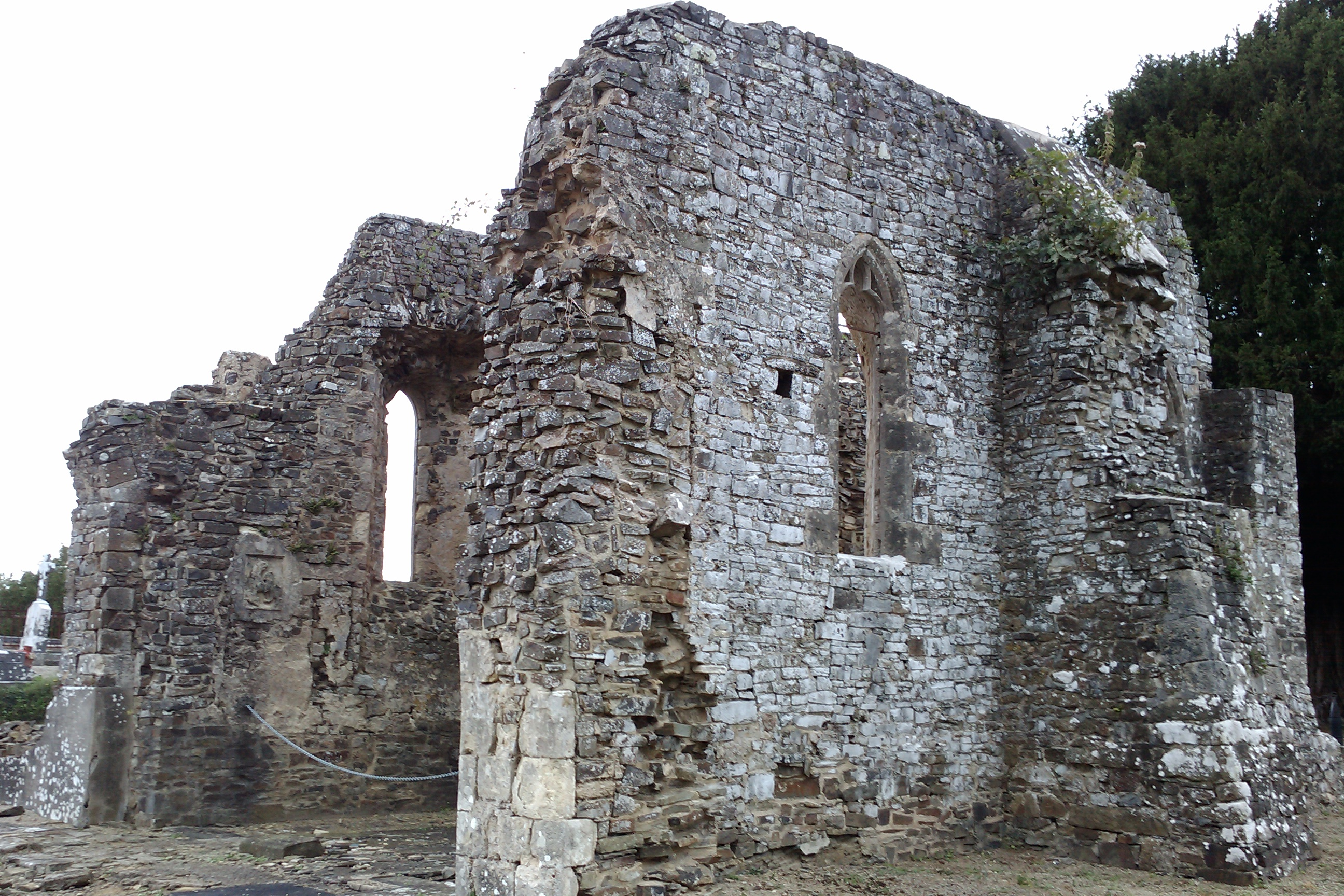
L'ancienne église de Saint-Sauveur-de-Pierrepont.

- Ruines de l'ancienne église romane Saint-Sauveur, détruite le 19 juin 1944 par le minage des Allemands. Les vestiges sont situés à 200 mètres au sud de l'actuelle église. Le chœur est classé au titre des monuments historiques[34]. Elle abrite deux bas-reliefs du XIIe : lion ailé et saint Mathieu, classés en 1976 au titre objet aux monuments historiques[35]. L'édifice a conservé autour son cimetière ainsi qu'un if funéraire.
- Église Sainte-Trinité, avec un portail de style roman, construite de 1955 à 1959 par l'architecte M. Ploquin, en remplacement de la vieille église romane. Elle abrite un bas-relief du XIe siècle le christ en majesté en pierre calcaire présentant un modelé saisissant[36], replacé dans l'église moderne au-dessus du baptistère[37], ainsi qu'une Vierge à l'Enfant du XXe et des verrières abstraites du XXe du maître-verrier André Pierre[22].
- Fermes-manoirs des XVe au XVIIe siècle du Hot, de la Grand Maison, de Marcanville, de la Frémanderie, des Vautiers, de Cussy, d'Ingrehou et de Coupeville[22].
- Pont dit romain.

Pour mémoire
- Motte, qui relevait du fief de Saint-Sauveur, signalée par Gerville qui la situait au lieu-dit le Castel de Montauban (Gerville C., 1825, 187), qui n'existe plus de nos jours et dont l'emplacement au nord-est de la paroisse en bordure de prairies marécageuses s'appelle la lande de Lingrehou. Les deux champs qui portent ce nom sont aujourd'hui sont tous les deux entourés par une petite rivière[38]. Selon André Davy, c'est Richard de Saint-Sauveur, dit le danois (880-993), fils de Malalulce Eyesteinson et de Maud de Flandres qui aurait construit un fort au passage de Pierrepont[39]. Les mandements de Charles V dénombrent en 1375 « les bastides de Pont-l'Abbé (Picauville/Étienville), de Pierrepont et de Beuseville, qui premièrement furent emparéez et fortifiéez pour destraindre nos ennemiz demeurant lors au dit lieu de Saint-Sauveur »[40].
- Prieuré de Saint-Sauveur fondé entre 692 et 700 connu grâce à un texte latin. Il dépendait de l'abbaye de Saint-Wandrille et où les abbés venaient se retirer. Selon la tradition Gervold, évêque d'Évreux, abbé de Fontenelle et chapelain de la reine Bertrade, mère de Charlemagne, vint mourir au prieuré.[22].

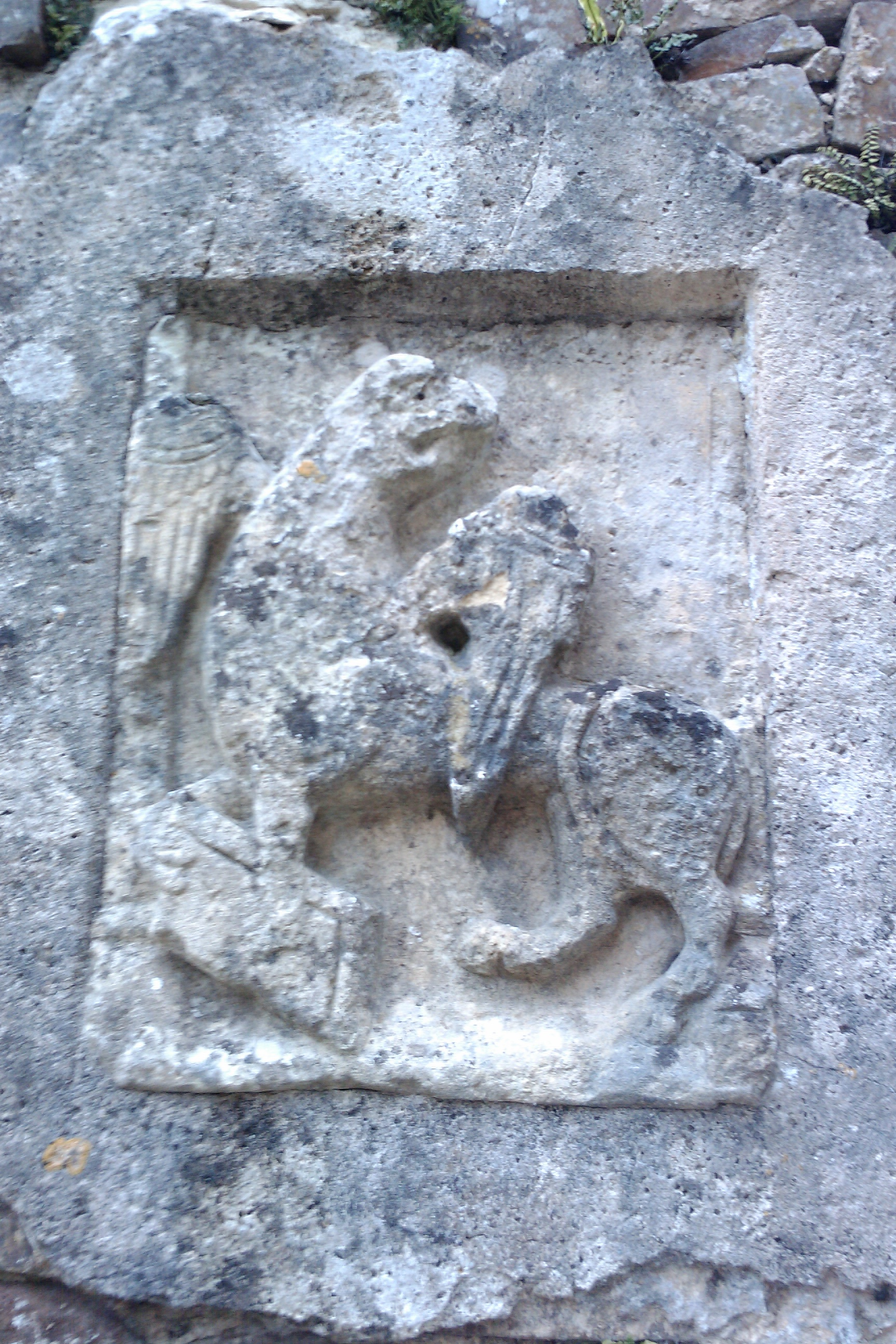
Lion ailé, XIIe siècle.
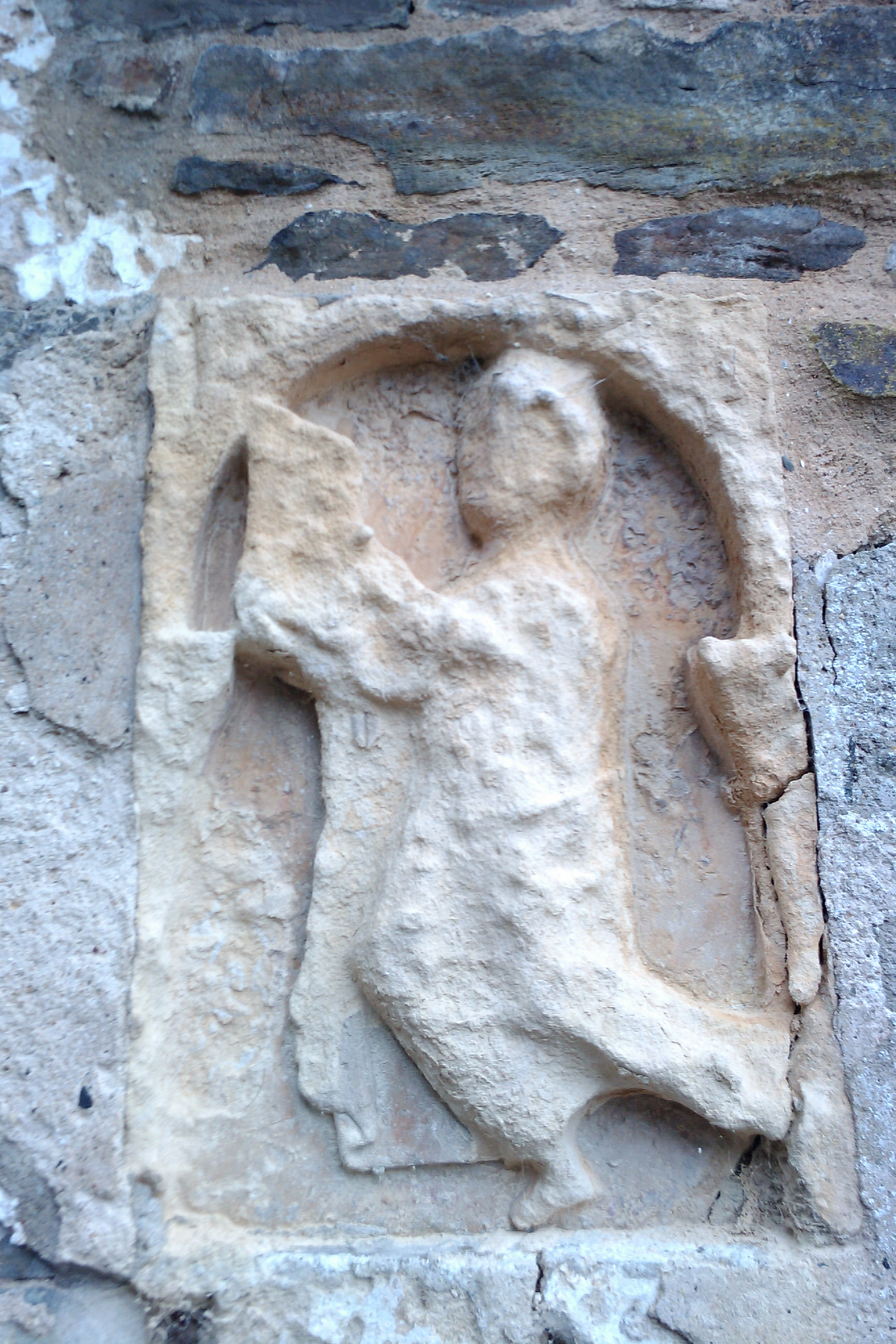
Saint Mathieu, XIIe siècle.
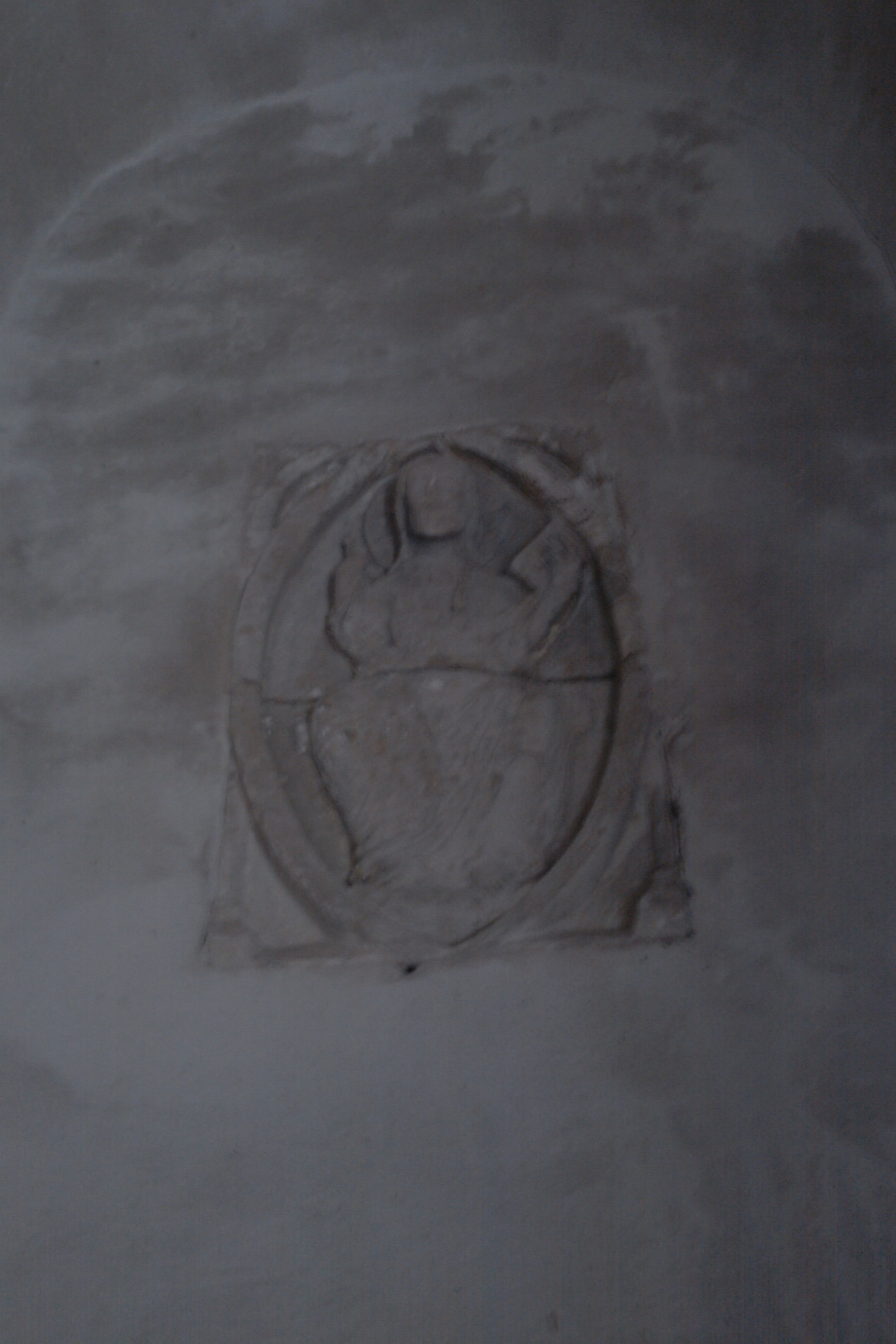
Christ en Majesté, XIIe siècle.

### Personnalités liées à la commune
- Émile Couillard (1880-1951), écrivain et abbé, historien du Mont-Saint-Michel, est né et a grandi à Saint-Sauveur-de-Pierrepont, dans le hameau des Duvées.